# Aquaumbra klapferi
Aquaumbra klapferi Breedy, van Ofwegen & Vargas, 2012 è una specie di octocoralli dell'ordine Alcyonacea. È l'unica specie del genere Aquaumbra e della famiglia Aquaumbridae 

## Descrizione
Il nome del genere Aquaumbra deriva dall'associazione delle parole latine Aqua (acqua) e Umbra (ombra, fantasma), quindi letteralmente "fantasma d'acqua", allusione alla trasparenza della colonia ed evocazione di spaventose leggende di pirati e tesori perduti nei secolo scorsi presso l'isola nei cui mari sono state rinvenute le specie. Invece l'epiteto klapferi che definisce la specie prende il nome da Avi Klapfer, proprietario del sommergibile con il quale sono state raccolte e fotografate le nuove specie per la prima volta.
Le Aquaumbridae sono dei coralli molli che formano colonie arborescenti. Hanno lobi trasparenti e gelatinosi derivanti da un gambo basale.
I polipi hanno colletto e punte e sono disposti lungo i lobi, meno presenti sui rami primari e carenti sul gambo. I polipi sono contrattili. Le scleriti sono a forma di aste e aghi incolori, di forma simile in tutte le parti della colonia. Sono coralli azooxantellati, cioè privi di zooxantelle endosimbionti.
Le specie studiate sono state raccolte sulle creste marine al largo dell'Isola del Cocco a circa 500 km a sud-ovest della Costa Rica ai bordi della piattaforma oceanica nota come Placca di Cocos, fra 270 e 320 m di profondità.

## Tassonomia
La specie Aquaumbra klapferi è stata descritta per la prima volta nel 2012. Sebbene la specie presenti delle similitudini rispetto alle Nidaliidae, Nephtheidae e Alcyoniidae (colonie arborescenti, mancanza di stoloni) differisce per una composizione della sclerite molto diversa e per i cospicui lobi trasparenti simili a gelatina. Inoltre l'analisi filogenetica di due geni mitocondriali raccolti supporta decisamente il suo posizionamento in un clade separato. Da cui la creazione della nuova famiglia Aquaumbridae.